# Masaya Okugawa
Masaya Okugawa (født 14. april 1996) er en japansk professionel fodboldspiller.
Han har spillet for flere forskellige klubber i sin karriere, herunder Kyoto Sanga FC.